# Jüdischer Friedhof (Nottuln)

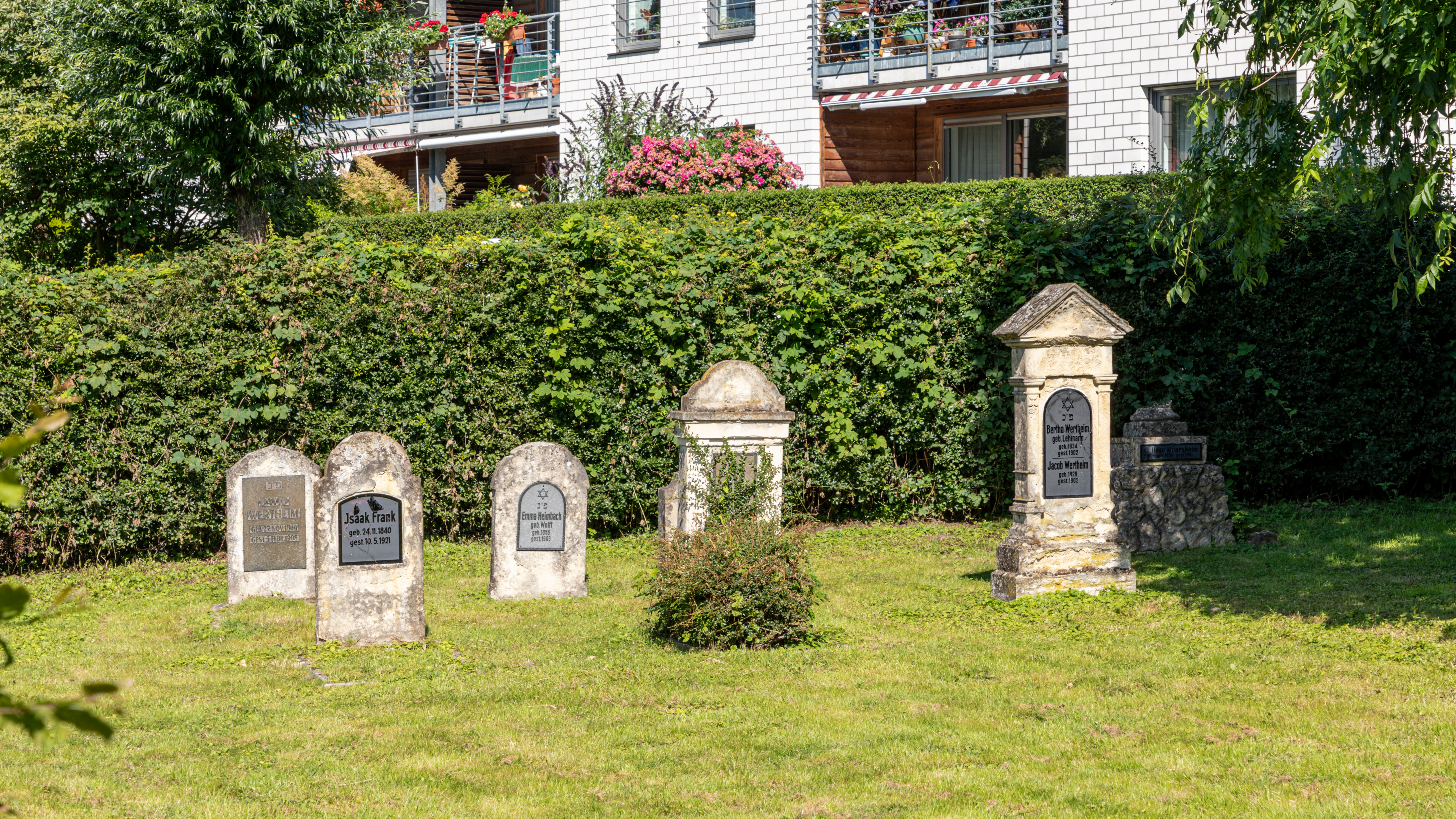
Jüdischer Friedhof in Nottuln

Der Jüdische Friedhof Nottuln befindet sich in der Gemeinde Nottuln im Kreis Coesfeld in Nordrhein-Westfalen. Als jüdischer Friedhof ist er ein Baudenkmal. 
Der Friedhof am Uphovener Weg hinter Haus Nr. 17 wurde von 1747 bis 1986 belegt. Es sind 27 Grabsteine erhalten. 